# Striekałowo (obwód kurski)
Striekałowo (ros. Стрекалово) – wieś (ros. деревня, trb. dieriewnia) w zachodniej Rosji, w sielsowiecie głamazdińskim rejonu chomutowskiego w obwodzie kurskim.

## Geografia
Miejscowość położona jest nad rzeką Chatusza, 6 km od centrum administracyjnego sielsowietu głamazdińskiego (Głamazdino), 5 km od centrum administracyjnego rejonu (Chomutowka), 110 km od Kurska.
W granicach miejscowości znajdują się ulice: Centralnaja, Nowaja, Zariecznaja (141 posesji).

## Historia
Do czasu reformy administracyjnej w roku 2010 wieś Striekałowo była centrum administracyjnym sielsowietu striekałowskiego. W tymże roku doszło do włączenia sielsowietów striekałowskiego i malejewskiego w dzisiejszy sielsowiet głamazdiński.

## Demografia
W 2010 r. miejscowość zamieszkiwało 275 osób.